# Australopithecus deyiremeda
Az Australopithecus deyiremeda egy kihalt emberféle körülbelül 3,5-3,3 millió évvel ezelőtt élt észak-Etiópiában, az Australopithecus afarensisel együtt. Fogai alapján más étrenden élt mint a Australopithecus afarensis. Arccsontjának állása és a kisebb fogak későbbi emberekére emlékeztet, nem pedig az Australopithecus afarensisre. Az alsó állkapcsa sokkal markánsabb volt, örlőfogain vastagabb volt a zománc, felső és alsó zápfogai kisebbek voltak, az Australopithecus afarensishez képest. Ami alapján valószínűleg keményebb táplálékot evett. Valószínűleg az Australopithecus afarensis leszármazottja, és lehetséges hogy a Homo és a Paranthropus nem őse, amit gyakran robusztus Australopithecusnak is neveznek. Az Australopithecus afarensisel külön ökológiai fülkét foglaltak el.